# Ping Wang
Ping Wang is een Chinees filmregisseur en -producer en acteur.
Wang was actief in de filmwereld sinds 1968 en acteerde in enkele tientallen Chinese films tot 1994, waarvan er een groot aantal in Hongkong en het Westen werden uitgebracht.
Hij regisseerde tot 2000 een zevental films, waaronder The Sun on the Roof of the World in 1992 samen met Xie Fei. Samen met Xie (regisseur) produceerde hij in 2000 The Song of Tibet.

## Filmografie
Als acteur
| Film                             | Chinees                         | Jaar |
| -------------------------------- | ------------------------------- | ---- |
| To Kill a Rover                  | Da gai xia                      | 1968 |
| Desperate Seven                  | Qi da dao                       | 1968 |
| Vengeance                        | Bao chou                        | 1970 |
| The Chinese Boxer                | Long hu dou                     | 1970 |
| The Little Killer                | Xiao sha xing                   | 1970 |
| Duel for Gold                    | Huo bing                        | 1971 |
| Five Fingers of Death            | Tian xia di yi quan             | 1972 |
| Tales of Larceny                 | Niu gui she shen                | 1973 |
| Fast Fists                       | Da dao                          | 1973 |
| Fists of Fury                    | Tang shan er xiong              | 1976 |
| Dragon vs. Needles of Death      | Long hu feng                    | 1976 |
| The Last Challenge of the Dragon | Long jia jiang                  | 1976 |
| Love Swindler                    | Pian cai pian se                | 1976 |
| Lost Samurai Sword               | Yu jian piao xiang              | 1977 |
| Killer from Above                | Dao jian ba wang quan           | 1977 |
| Kung Fu Attraction               | Lian pu                         | 1978 |
| Magnificent Guardsmen            | Fei du juan yun shan            | 1978 |
| ?                                | Feng liu jing cha wang ming fei | 1988 |
| ?                                | Xue zhan tianshi hao            | 1991 |
| Blush                            | Hong fen                        | 1994 |

Als regisseur
| Film                             | Chinees                   | Jaar    |
| -------------------------------- | ------------------------- | ------- |
| To Kill a Rover                  | Da gai xia                | 1968    |
| ?                                | Thou Shalt Not Kill       | 1970    |
| ?                                | Soul of the Sword         | 1970    |
| Forbidden Killing                | Sha jie                   | 1970    |
| The Living Sword                 | Jian hun                  | 1971    |
| Village of Tigers                | E hu cun                  | 1974    |
| The Sun on the Roof of the World | Shi jie wu ji de tai yang | 1992    |
| Gold Marriage                    | Jinhun                    | 2000\|} |

Als producer
| Film              | Chinees     | Jaar |
| ----------------- | ----------- | ---- |
| The Song of Tibet | Yeshe Dolma | 2000 |